# Will Eisner
Pour les articles homonymes, voir Eisner.
William Erwin Eisner, dit Will Eisner, est un auteur de bande dessinée américain né le 6 mars 1917 dans le borough new-yorkais de Brooklyn et mort le 3 janvier 2005 à Lauderdale Lakes (Floride). Créateur du Spirit ainsi que du concept de « roman graphique » et de ses premières applications aux États-Unis, théoricien et directeur éditorial, c'est une figure majeure de la bande dessinée du XXe siècle et l'un de ses plus grands auteurs.
Auteur et éditeur dès le milieu des années 1930, Will Eisner connaît un premier grand succès avec Le Spirit, bande dessinée de détective qu'il crée en 1940 et anime jusqu'en 1952. Il tente ensuite sans succès de se consacrer à d'autres séries avant de se rabattre sur des activités annexes plus lucratives (direction éditoriale, guides humoristiques, cours, etc.). Redécouvert à la fin des années 1960 par la critique, il reçoit de nombreuses distinctions dans les années 1970, dont le grand prix de la ville d'Angoulême en 1975, ce qui le pousse à reprendre la bande dessinée.
En 1978, Un pacte avec Dieu marque la naissance américaine du « graphic novel » (roman graphique) selon l'expression qu'Eisner forge lui-même. Il déploie cette veine dans ses ouvrages suivants, parmi lesquels L'Appel de l'espace (1978-1980), Big City (1985-1992) ou Fagin le Juif (2003). Sa dernière œuvre, Le Complot, consacrée au Protocole des Sages de Sion, est publiée peu de temps après sa mort, en 2005. Il s'intéresse dans ses ouvrages à la vie urbaine, à la judéité et plus généralement aux relations entre les hommes. Il profite de cette deuxième carrière pour publier deux importants ouvrages consacrés aux techniques et à la théorie de la bande dessinée, La Bande dessinée, art séquentiel (en) (1985) et Le Récit graphique. Narration et bande dessinée (en) (1995).

## Biographie

### Débuts très précoces (1917-1939)
Will Eisner est juif d'origine hongroise par son père et roumaine par sa mère. Intéressé par le dessin dès son plus jeune âge, il publie son premier dessin en 1933 dans The Clintonian, le journal de son collège, le DeWitt Clinton High School. Rapidement, on retrouve sa signature dans plusieurs revues locales. En 1936, il parvient à vendre au comic book Wow de John Henle les séries Harry Karry et Flame.
La même année, à la suite de l'arrêt précoce de Wow, Eisner fonde avec Jerry Iger le studio Eisner & Iger afin de fournir des planches à des éditeurs selon leur demande. Les deux associés développent très rapidement leur studio, qui emploie notamment Bob Kane, Jack Kirby ou Lou Fine. Le duo crée de nombreuses séries, dont Sheena, reine de la jungle. Il met également en place son propre syndicate, Universal Phoenix Features. En 1939, Victor Gox, propriétaire de la Fox Features Syndicate, demande au studio Eisner et Iger de créer un superhéros semblable à Superman. Par la suite, Eisner a raconté comment il avait rechigné à participer à ce projet, arguant qu'il s'agissait d'un plagiat. Iger l'avait convaincu d'accepter et en mai 1939 était publié Wonder Comics dans lequel apparaissait le super-héros Wonder Man. DC avait porté plainte et, toujours selon Eisner, Fox lui avait demandé de mentir au juge et d'affirmer que Wonder Man était une création personnelle. Eisner, finalement, aurait dit la vérité et expliqué que la demande venait de Victor Fox. Cependant, cette version s'est révélée récemment mensongère. Selon les actes du procès Eisner aurait menti et fait ce que Fox et Iger lui avaient demandé. Condamné, Fox refuse alors de payer Iger et Eisner. En 1939 Eisner met fin à sa collaboration avec Jerry Iger et entre comme auteur et directeur éditorial chez Quality Comics.

### Le Spirit (1940-1952)

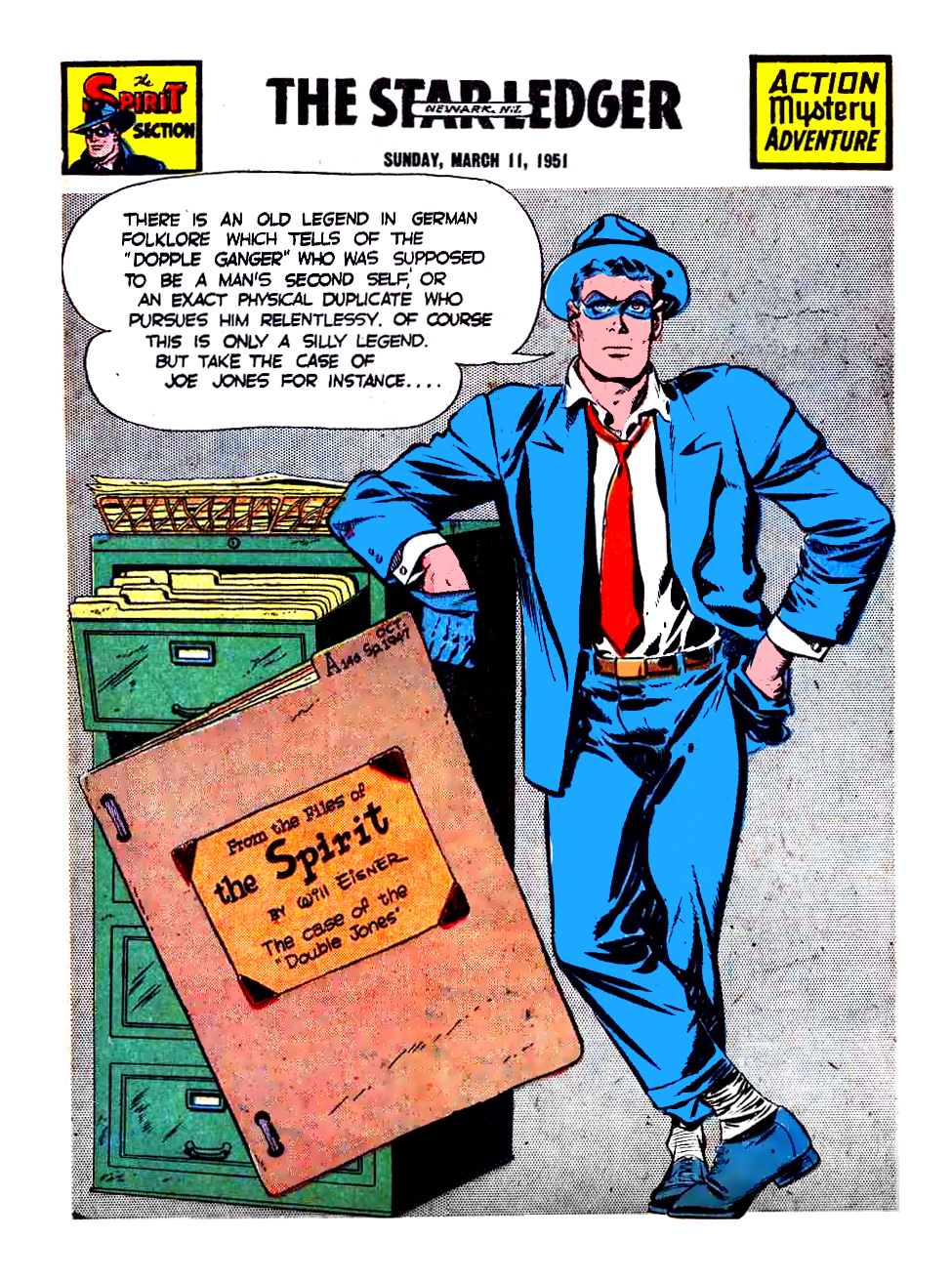

Will Eisner se met à produire des bandes dessinées pour la presse. The Spirit est lancé dans les pages du dimanche en juin 1940, avant de devenir une bande quotidienne l'année suivante, puis d'avoir droit à son propre comic book en 1942. Cette année-là, Eisner, mobilisé, doit cependant abandonner le personnage, confié à Lou Fine.
Il dessine des posters pour le moral des troupes ainsi que des bandes dessinées destinées à lutter contre les négligences des soldats.
Après guerre, avec l'aide d'assistants tels que Jules Feiffer puis Wallace (Wally) Wood, Eisner reprend les aventures du Spirit, utilisant son personnage pour explorer des genres très diversifiés, de la science-fiction à l'exploration de la vie quotidienne américaine. Il lance plusieurs séries en dehors du Spirit, mais aucune n'a véritablement de succès. Il finit par abandonner la série Spirit en 1952. Dans les années 1960-70, Eisner publie peu de bandes dessinées et se consacre surtout à l'illustration éducative ou publicitaire, ainsi qu'à la pédagogie en tant que professeur à l'école des Arts visuels de New York. Ironiquement, c'est à ce moment-là que les critiques ou les historiens de la bande dessinée se mettent à découvrir Spirit. La demande en nouvelles aventures de Spirit se fait de plus en plus insistante jusqu'à ce qu'Eisner cède et propose au public quelques nouvelles aventures de son héros.

### Seconde carrière très fructueuse (1977-2005)
Mais il n'a plus le feu sacré, ce qui l'intéresse à présent est de raconter le Bronx de son enfance, l'ambiance de Dropsie Avenue, une avenue inventée pour la circonstance. Il le fait avec A contract with God (publiée en France sous différents titres), publiée en 1978. Cette bande dessinée marque une date historique dans le genre, car c'est véritablement le premier roman graphique (Graphic novel) qui, pour les américains, provoque une véritable prise de conscience des potentialités du support. Il ne s'agit plus ici de super-héros ou de contre-culture (comme en proposait l'underground des années 1960), mais d'une forme littéraire enfin arrivée à maturité.
D'autres histoires semi-autobiographiques suivent (Le rêveur, Au cœur de la tempête), ainsi que de pures fictions racontant la vie de tous les jours à New York, et une étrange histoire de politique fiction, L’Appel de l’espace. Viennent ensuite des adaptations ou des relectures d'auteurs littéraires : Kafka, Cervantes, Melville, Dickens. Avec la régularité d'un métronome, Eisner ne cesse plus de produire sans se reposer sur ses lauriers de légende vivante de la bande dessinée. Petits miracles sur le même principe que Big City comprend quelques courts récits optimistes sur la nature humaine.
En 2001, La Valse des alliances est publiée, l'histoire par l'exemple de l'ascension sociale par le mariage, dans les familles juives de New-York.
Le dessin d'Eisner est dynamique et bavard, volontiers caricatural, théâtral, chorégraphique, plus que chez aucun autre. On peut parler de mise en scène et non de « plans » et autres « cadrages ».
Il est intéressant de savoir que Will Eisner a beaucoup réfléchi à son métier. Il a publié deux ouvrages théoriques expliquant sa vision de l'art de la bande dessinée qui constituent en fait une véritable analyse de son propre art. Il a aussi eu l'occasion d'expliquer son travail au travers de nombreuses conférences.
Fagin le juif (Fagin the Jew) est une relecture du personnage de Fagin, dans Oliver Twist. Instructif et poignant lorsqu'Eisner confronte la réalité d'un juif askhénase londonien du XIXe siècle avec le conte de fées d'un petit blond « qui n'a pas une tête de voleur ».
En 2005 parait Le Complot, sous-titré L'histoire secrète des Protocoles des Sages de Sion : histoire véridique d'un livre créé, par réécriture d'un pamphlet antibonapartiste, par la police du Tsar au début du siècle dernier en Russie, et présenté comme un document secret détaillant les instructions d'un complot juif mondial. Eisner montre comment les protocoles n'ont cessé de ressurgir à travers le XXe siècle avec chaque poussée d'antisémitisme, présentés comme authentiques alors qu'il a été démontré très tôt qu'il s'agissait d'un faux. L'ouvrage, qui compte 160 pages, est publié chez l'éditeur Grasset (traduction : Pierre-Emmanuel Dauzat), avec une préface d'Umberto Eco  (ISBN 978-2246686019).
Il meurt le 3 janvier 2005, à 87 ans, des suites d'un quadruple pontage coronarien.

### Influences
D'après Jean-Pierre Dionnet, éditeur français de Will Eisner, Lynd Ward, artiste américain des années 1930, a profondément marqué l'auteur avec l'ouvrage muet Story Without Word : cette création inspire à Eisner l'envie de travailler sur le genre « roman graphique ».

## Prix et récompenses
Depuis 1988, le plus prestigieux des prix américains de bande dessinée porte le nom de « Prix Eisner ». Will Eisner a lui-même remporté trois prix Eisner en 1992, 1997 et 2002.
- 1968-70 : Prix du comic book de la National Cartoonists Society
- 1972 : Temple de la renommée la renommée de l'Academy of Comic Book Arts
- 1975 :  Grand Prix de la ville d'Angoulême[7]
- 1986 :  Prix Yellow-Kid « une vie consacrée au cartoon », remis par l'organisation du festival de Lucques, pour l'ensemble de son œuvre
- 1987 :
  - Temple de la renommée Will Eisner
  - Temple de la renommée Jack Kirby
- 1988-9 Prix du comic book de la National Cartoonists Society
- 1992 : Prix Eisner du meilleur album pour Voyage au cœur de la tempête
- 1992 : Prix Harvey du meilleur album pour Voyage au cœur de la tempête
- 1993 : Prix Harvey du meilleur scénariste et du meilleur auteur pour Peuple invisible
- 1994 :  Prix Max et Moritz exceptionnel pour une œuvre remarquable
- 1994 : Prix humanitaire Bob Clampett
- 1995 : Prix Milton Caniff, pour l'ensemble de sa carrière
  -  Prix Haxtur de la meilleure histoire longue pour Dropsie Avenue ; de l'« auteur que nous aimons », pour l'ensemble de sa carrière
- 1997 : Prix Eisner de la meilleure publication consacrée à la bande dessinée (livre) pour Le Récit graphique
- 1998 :  Prix Micheluzzi du meilleur volume inédit pour Au cœur de la tempête
- 1998 :  Prix Max et Moritz de la meilleure publication de bande dessinée pour enfants et adolescents avec Illustrierte Kinderklassiken
- 1998 :  Adamson d'or pour l'ensemble de son œuvre
- 1999 : Prix Reuben pour Le Spirit
- 2001 : Prix Harvey du meilleur album pour Mon dernier jour au Viêt Nam
- 2002 :
  - Prix Eisner du meilleur album pour La Valse des alliances
  -  Prix Haxtur de la meilleure histoire courte pour Petits Miracles : Une bague de fiançailles spéciale
- 2015 : Temple de la renommée Harvey Kurtzman

## Œuvres publiées en anglais

### Comic books et revues
- Hawks of the Seas, dans Jumbo Comics, 1936-1938.
- Sheena, Reine de la Jungle, avec Jerry Iger, 1937-
- Wonder Man, Fox Publications, 1939
- Doll Man, Quality Comics / DC Comics, 1939
- Le Spirit, 1940-1952[8].
- Signal From Space, dans The Spirit n°19-26, Kitchen Sink Press, 1978-1980.

### Albums
- Odd Facts, Tempo Star Books, 1975,160 p.  (ISBN 044813506X)
- A Contract with God, Baronet Books, 1978, 191 p.  (ISBN 0-89437-035-9)
- Signal From Space, Kitchen Sink Press, 1983.  (ISBN 0-87816-014-0)
- New York: The Big City, Kitchen Sink Press, 1986, 137 p.  (ISBN 0-87816-020-5)
- The Dreamer, Kitchen Sink Press, 1986, 46 p.  (ISBN 1-56389-678-8)
- Hawk of the Seas, Kitchen Sink Press, 1986.
- The Building, Kitchen Sink Press, 1987, 80 p.  (ISBN 0-87816-024-8)
  - Contient Monroe Mensh, Gilda Green, Antonio Tonatti et P.J. Hammond.
- A Life Force, Kitchen Sink Press, 1988, 139 p.  (ISBN 0-87816-038-8)
- City People Notebook, Kitchen Sink Press, 1989, 86 p.  (ISBN 0878160531)
- To the Heart of the Storm, Kitchen Sink Press, 1991, 207 p.  (ISBN 0878161325)
- The Will Eisner Reader, Kitchen Sink Press, 1991, 84 p.  (ISBN 0-87816-129-5)
  - Contient A Sunset in Sunshine City, The Telephone, Detective Story, The Long Hit, Winning, The Appeal, Humans.
- Invisible People, Kitchen Sink Press, 1993, 117 p.  (ISBN 0-87816-208-9)
- Dropsie Avenue, Kitchen Sink Press, 1995, 170 p.  (ISBN 0-87816-348-4)
- The Princess and the Frog (d'après le conte des frères Grimm), Nantier Beall Minoustchine, 1996.  (ISBN 1-56163-244-9)
- Moby Dick (d'après le roman de Herman Melville), Nantier Beall Minoustchine, 1998.  (ISBN 1561632937)
- A Family Matter, Kitchen Sink Press, 1998.  (ISBN 0-87816-621-1)
- Last Day in Vietnam, Dark Horse Comics, 2000.  (ISBN 1-56971-500-9)
- The Last Knight (d'après Miguel de Cervantes), Nantier Beall Minoustchine, 2000.  (ISBN 1-56163-251-1)
- Minor Miracles, DC Comics, 2000, 110 p.  (ISBN 1-56389-751-2)
- The Name of the Game, DC Comics, 2001, 168 p.  (ISBN 1-56389-869-1)
- Fagin the Jew, Doubleday, 2003, 122 p.  (ISBN 2-84789-493-4)
- Sundiata. A Legend of Africa, Nantier Beall Minoustchine, 2003.
- The Plot: The Secret Story of The Protocols of the Elders of Zion, W. W. Norton, 2005,148 p.  (ISBN 0-393-06045-4)

### Théorie
- Comics and Sequential Art, Poorhouse Press, 1990. Édition augmentée publiée en 1994.
- Graphic Storytelling and Visual Narrative, W. W. Norton, 1996.  (ISBN 0-393-33127-X)

### Autres
- Will Eisner Sketchbook, Kitchen Sink Press, 1995.  (ISBN 0-87816-399-9) Carnet de dessins.
- Will Eisner's Shop Talk, Dark Horse Comics, 2001, 335 p.  (ISBN 1-56971-536-X) Recueil d'interview d'auteurs américains célèbres par Will Eisner.

## Œuvres publiées en français

### Albums
- Le Spirit (trad. Jacques Lob, Françoise Grassin et Michèle Morainvillers-Johnson), Les Humanoïdes associés, 4 vol., 1977-1978.
- Spirit, Les Humanoïdes associés, 1980.
- Le Spirit (trad. François Truchaud), Futuropolis, coll. « Copyright », 3 vol., 1981-1983.
- Les Dossiers secrets du Spirit, Futuropolis, coll. « Icare », 1981.
- Le Spirit, Neptune, 5 vol., 1982-1984.
- Un bail avec Dieu (A Contract With God, trad. Liliane Sztajn), Les Humanoïdes associés, coll. « Autodafé », 1982.
  - Le Contrat, Glénat, coll. « Roman BD », 1993  (ISBN 2-87695-204-1)[9].
  - Un pacte avec Dieu (trad. Jeanine Bharucha), Delcourt, coll. « Contrebande », 2004  (ISBN 2-84789-302-4).
- L'Appel de l'espace (Signal From Space), Albin Michel, coll. « Spécial USA », 1984  (ISBN 2-226-01876-X).
- Big City :

1. New York (New York: The Big City), Albin Michel, coll. « Spécial USA », 1985  (ISBN 2-226-02294-5).
2. Le Bronx, 55 Dropsie Avenue (A Life's Force, trad. Janine Bharuch, Comics USA, 1987  (ISBN 2-87695-029-4).
  - Jacob le cafard (trad. Anne Capuron), Delcourt, coll. « Contrebande », 2006  (ISBN 2-7560-0385-9).
3. Soleil d'automne à Sunshine City (trad. Janine Bharucha), Comics USA, 1988  (ISBN 2-87695-046-4). Reprend les histoires A Sunset in Sunshine City, Winning et The Dreamer.
  - Le Rêveur (The Dreamer), Delcourt, coll. « Contrebande », 2009  (ISBN 978-2-7560-1683-2)[10].
4. Métropole (City People Notebook, trad. Janine Bharucha), Comics USA, 1989  (ISBN 2-87695-075-8).
5. Peuple invisible (Invisible People, trad. Janine Bharucha), Comics USA, 1992  (ISBN 2-87695-196-7).
  - Big City, Glénat, 1999. Édition intégrale[11].

- Spirit, Albin Michel, coll. « Spécial USA », 3 vol., 1985-1987.
- Le Building (The Building, trad. Sidonie Van den Dries), Peplum, 1989. Réédité en 1999 par Rackham[12].
- The Spirit, Peplum, 3 vol., 1989-1990.
- Voyage au cœur de la tempête (To The Heart of the Storm), 2 vol., Comics USA, 1991.
  - Au cœur de la tempête, Delcourt, coll. « Contrebande », 2009  (ISBN 978-2-7560-1682-5).
- Dropsie Avenue (trad. Janine Bharucha), Éditions USA, 1995  (ISBN 2-91103-302-7).
- The Spirit (trad. Lorraine Darrow), Vents d'Ouest, coll. « Les Incontournables », 1996.
- Moby Dick (trad. Janine Bharucha), Éditions USA, 1998  (ISBN 2-911033-51-5)[13].
- Une affaire de famille (A Family Matter, trad. Janine Bharucha), Éditions USA, 1998  (ISBN 2911033574).
- Le Dernier Chevalier (The Last Knight, trad. Alain David), Rackham, coll. « Jolly Joker », 2000  (ISBN 2-87827-034-7)[14].
- Mon dernier jour au Viêt Nam (Last Day in Vietnam, trad. Jean-Paul Jennequin), Delcourt, 2001  (ISBN 2840555980)[15].
- Petits miracles (Minor Miracles, trad. Jean-Paul Jennequin), Delcourt, coll. « Contrebande », 2001  (ISBN 2-84055-713-4)[16].
- La Valse des alliances (The Name of the Game, trad. Jean-Paul Jennequin), Delcourt, coll. « Contrebande », 2002  (ISBN 2-84055-755-X)[17].
- Le Spirit (trad. Cédric Perdereau), Soleil Productions, coll. « Culture Comics », 7 vol., 2002-2005.
- Fagin le Juif (Fagin the Jew, trad. Anne Capuron), Delcourt, coll. « Contrebande », 2004  (ISBN 2-84789-493-4).
- Le Complot. L'histoire secrète des Protocoles des Sages de Sion (The Plot, trad. Pierre-Emmanuel Dauzat), Grasset, 2005  (ISBN 2-246-68601-6).

### Divers
- Les Guides loufoques, Dargaud :

1. Comment éviter la mort et les impôts, 1976.  (ISBN 2-205-00916-8)
2. La Cuisine occulte, 1976.  (ISBN 2-205-00914-1)
3. Comment dialoguer avec les plantes, 1976.  (ISBN 2-205-00911-7)
4. L'Astrologie sournoise, 1976.  (ISBN 2-205-00912-5)

- La Bande dessinée, art séquentiel (en) (Comics and Sequential Art, trad. Éric Gratien), Vertige Graphic, 1997. Théorie.
- Le Récit graphique. Narration et bande dessinée (en) (Graphic Storytelling and Visual Narrative, trad. Éric Gratien), Vertige Graphic, 1998[18]. Théorie.
- Les Clés de la bande dessinée (trad. Arthur Clare et Anne Capuron), Delcourt, coll. « Contrebande », 3 vol., 2009-2011. Réédition des deux ouvrages théoriques d'Eisner en trois volumes.

## Hommages et postérité

### Exposition
2017 (26 janvier - 15 octobre) : Will Eisner, génie de la bande dessinée américaine, à la Cité internationale de la bande dessinée et de l'image, Angoulême. L'exposition présente selon un principe chronologique tous les aspects de l’œuvre de Will Eisner, et met en avant son goût pour les décors urbains, les ambiances contrastées, qui rappellent le New-York des années 1940 pour la partie Spirit, et le Brooklyn de l’entre-deux-guerres pour la partie Will Eisner et le roman graphique,.

### Documentation
- Dossier thématique Will Eisner, génie de la bande dessinée américaine, par la Cité internationale de la bande dessinée et de l'image, janvier 2017.
- (en) Bob Endelman, Will Eisner. A Spirited Life, Dark Horse, 2005.
- Renaud Chavanne, « La Bande dessinée selon Will Eisner », dans Critix n°5, Bananas BD, hiver 1997-1998, p. 49-60.
- Will Eisner et Frank Miller, Eisner/Miller, Dark Horse, 2005.
- Patrick Gaumer, « Eisner, Will », dans Larousse de la BD, Paris : Larousse, 2010, p. 294-295.
- (en) Catherine Yronwode, The Art of Will Eisner, Kitchen Sink Press, 1982.